# Guillaume Perrot (acteur)
Pour les articles homonymes, voir Guillaume Perrot.
Guillaume Perrot est un acteur et dramaturge français né le 5 septembre 1971 à Évry-Courcouronnes et disparu dans la Seine le 7 décembre 2006 à Corbeil-Essonnes.
Formé au Théâtre École du Geste, Théâtre du Moulinage d'Isaac Alvarez, de 1991 à 1994, et à l'École de la Comédie de Saint-Étienne de 1994 à 1996, il disparaît à 35 ans.
Le corps de Guillaume a été retrouvé le 1er janvier 2007, non loin du lieu où il avait disparu. Il a été enterré le 12 janvier 2007. Trois policiers sont accusés de l'avoir laissé, manifestement ivre et dépressif, seul à proximité d'un banc près de la Seine. Ils ont été placés en garde à vue par l'Inspection générale de la police nationale (IGPN).

## Théâtre
Acteur
- 1992 : La Naissance de la tragédie de Friedrich Nietzsche, mise en scène de Jean-Philippe Montefiore, Compagnie de l'Égrégore
- 1993 : Au candélabre des pas perdus, mise en scène d'Isaac Alvarez (Avignon, Saintes-Maries-de-la-Mer)
- 1995 : L'Éveil du printemps de Frank Wedekind, CDN, Comédie de Saint-Étienne
- Candide d’après Voltaire, mise en scène d'Arlette Allain, CDN, Comédie de Saint-Étienne
- 1999 : Lucrèce Borgia de Victor Hugo, mise en scène de Daniel Benoin, CDN, Comédie de Saint-Étienne

Dramaturge, acteur et metteur en scène
- Ranucci, pièce reprise par Boris Leroy

Dramaturge et metteur en scène
- 1995 : La Jeune fille et l'Assassin
- 1996 : La Veillée des innocents
- 1997 : Les Souliers d'Ada
- 1998 : L'Amoureuse
- 1999 : Le Retour de l'Amoureuse
- L'Exode immobile des prairies (exercices d’écritures à partir d'improvisations)
- 2001 : Les Enfants bâtisseurs
- 2002 : La Furieuse à Béthulie
- Globules trépanés, sur une musique de Roméo Monteiro
- 2007 : La Louve, jouée du 20 au 22 septembre 2007 dans le cadre de la saison indépendante de la Comédie de Saint-Étienne